# Fushë-Krujë
Fushë-Krujë ([fuʃ(ə)kɾuj(ə)]; bepaalde vorm: Fushë-Kruja) is na de gemeentelijke herinrichting van 2015 een deelgemeente (njësitë administrative përbërëse) van de Albanese stad (bashkia) Krujë.
De naam Fushë-Krujë betekent zoveel als 'Krujë op de vlakte'; de stad is dus naar de oude stad Krujë, dat op een berghelling ligt, genoemd. Fushë-Krujë is een regionaal centrum dat goed bereikbaar is vanuit hoofdstad Tirana en de grootste havenstad Durrës. Internationale bekendheid verwierf de stad door het bezoek van de Amerikaanse president George W. Bush in 2007, waarbij diens horloge werd gestolen.
Buiten het centrum bestaat de deelgemeente uit de kernen Arrameras 1, Arrameras 2, Fushë Krujë Fshat, Halil, Hasan, Larushk 1, Larushke 2, Luz 1, Luze 2, Zallë en Zgërdhesh.

## Geschiedenis

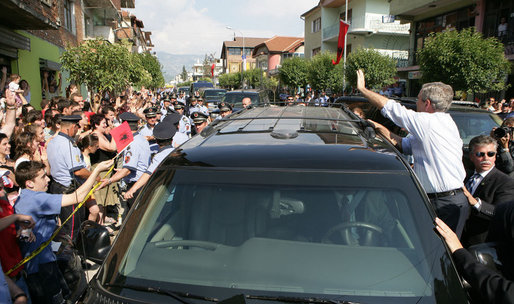
De Amerikaanse president George W. Bush in Fushë-Krujë (2007)

Al in de 16e eeuw bestond er een brug over de Zezërivier, waaraan een dorpje was ontstaan. Die brug was van belang voor de bereikbaarheid van Krujë. Het dorpje zelf bleef lange tijd klein en agrarisch, maar kon in de 20e eeuw gaan groeien door de ontginningen aan de kuststrook, waar moerassen werden omgevormd in akkers, en door de vele vluchtelingen die na de Tweede Wereldoorlog uit Kosovo kwamen. Fushë-Krujë werd een regionaal centrum en rond de oude dorpskern ontstonden nieuwe woonwijken. Ook kwam er een cementfabriek. De historische stad Krujë kon, door haar ligging in de bergen en omwille van haar kostbare historische centrum, nauwelijks uitbreiden, zodat Fushë-Krujë als groeikern werd aangewezen en de oude stad waaraan het haar bestaan dankte is gaan overvleugelen.
In 2007 kwam Fushë-Krujë wereldwijd in het nieuws toen de Amerikaanse president George W. Bush het stadje bezocht. Hij deed dit om er te spreken met lokale ondernemers die er hulp kregen van een Amerikaans project. Terstond werd Bush uitgeroepen tot ereburger van de stad. Bush stapte relatief onbeschermd de menigte in en schudde de handen van de lokale bevolking. Daarbij werd, naar later bleek, zijn horloge gestolen. De anekdote werd al snel door de internationale pers opgepikt, wat de naamsbekendheid van Fushë-Krujë nog vergrootte.
Na het bezoek werd ook het centrale plein van Fushë-Krujë naar Bush genoemd, en werd een wedstrijd uitgeschreven voor het maken van een monument ter nagedachtenis van 's mans bezoek.

## Ligging
Fushë-Krujë ligt in een vlak dal, uitgesleten door de Zezë, een bronriviertje van de Ishëm. Het dal gaat in het noorden over in de kustvlakte waarin ook Laç ligt. De Adriatische Zee ligt op zo'n 20 kilometer afstand. In het zuidoosten van het brede dal ligt Tirana. De ligging van Fushë-Krujë is daarom zeer gunstig: al eeuwen trekt het verkeer van Tirana naar de kust door dit gebied. De vlakte is de afgelopen eeuwen steeds meer in cultuur gebracht; rond Fushë-Krujë liggen vele akkers. In het noordoosten en zuidoosten liggen heuvels. Zo'n tien kilometer noordoostelijk van Fushë-Krujë ligt het centrum van de stad.

## Economie en infrastructuur
Fushë-Krujë is een regionaal centrum met een goede bereikbaarheid. Zowel naar Tirana, Durrës als het noorden voeren moderne geasfalteerde wegen, waarmee Fushë-Krujë naar Albanese begrippen goed ontsloten is. Het vliegveld van Tirana ligt zo'n vijf kilometer ten zuidwesten van de stad.
Buiten het centrum bestaat de deelgemeente uit de kernen Arrameras 1, Arrameras 2, Halil, Hasan, Larushk 1, Larushke 2, Luz 1, Luze 2, Zallë en Zgërdhesh,
In Fushë-Krujë bevinden zich veel winkels en andere voorzieningen, die voor de nodige werkgelegenheid zorgen. Ook de cementfabriek, iets ten noordoosten van de stad, functioneert nog. Door deze verschillende factoren is Fushë-Krujë een relatief welvarende stad.

## Sport
Voetbalclub KS Iliria speelt in de Kategoria e Parë, Albaniës tweede nationale klasse. De vereniging werd opgericht in 1991 en heeft haar thuisbasis in het Stadiumi Fushë-Krujë, dat plaats biedt aan 3000 toeschouwers.

## Geboren
- Albi Dosti (1991), voetballer

Bajram Curri · Ballsh · Belsh · Berat · Bilisht · Bulqizë · Burrel · Cërrik · Çorovodë · Delvinë · Divjakë · Durrës · Elbasan · Ersekë · Fier · Fushë-Arrëz · Fushë-Krujë · Gjirokastër · Gramsh · Himarë · Kamëz · Kavajë · Këlcyrë · Klos · Konispol · Koplik · Korçë · Krujë · Krumë · Kuçovë  · Kukës · Laç · Leskovik · Lezhë · Libohovë · Librazhd · Lushnjë · Maliq · Mamurras · Manëz · Memaliaj · Orikum · Patos · Peqin  · Përmet · Peshkopi · Pogradec · Poliçan · Prrenjas · Pukë · Roskovec · Rrëshen · Rrogozhinë · Rubik · Sarandë · Selenicë · Shijak · Shkodër · Sukth · Tepelenë · Tirana · Urë Vajgurore · Vau i Dejës · Vlorë · Vorë